# Acelerador criptográfico
Acelerador criptográfico na computação, é um coprocessador projetado especificamente para executar operações criptográficas intensivamente computacionais, com desempenho muito mais eficiente do que a CPU de uso geral. Como a carga do sistema de muitos servidores consiste principalmente em operações criptográficas, isso pode aumentar bastante o desempenho.
O AES-NI da Intel é o acelerador criptográfico mais comum em hardware comum. O VIA PadLock é outro exemplo recente.